# Doctor Juan Eulogio Estigarribia
Doctor Juan Eulogio Estigarribia, conocido también como ex Campo 9, es un distrito paraguayo del departamento de Caaguazú. Es uno de los mayores centros de producción e industrialización láctea, harinera y almidón. Su principal acceso vial es la Ruta PY02. Es conocida también como la "Capital de la Industria", "Capital de las flores", "Perla dorada del este" y "Capital de la multiculturalidad".[cita requerida]

## Toponimia
Tal vez ninguna ciudad del Paraguay tuvo tantas denominaciones como Dr. Juan Eulogio Estigarribia, por cuestiones históricas, geográficas, sociológicas, y políticas.
- Maracaná: denominación histórica dada por los indígenas a a zona del actual distrito en honor a un Cacique del Guaira cuyos descendientes se habrían trasladado al lugar aproximadamente dos siglos antes del poblamiento por los “blancos”. “Maracaná” es a su vez un ave de la especie de papagayos o loros que abundaba en toda la región. Una compañía ubicada a 4 kilómetros del casco urbano sigue adoptando esta denominación.
- Zanja Pypuku: palabra guaraní que traducida al castellano “Extensa Zanja” o “Zanja Profunda” , denominación topográfica dada por los primeros habitantes afincadas en el año 1956 para referirse al accidentado y sinuoso terreno. Estos barrancos fueron desapareciendo relativamente a medida que el hombre fue transformando la naturaleza.
- Campo 9 o Neuhoffnung: palabra alemana que significa “Nueva Esperanza”. Fue una denominación dada por los mennonitas a la fracción colindante de la Colonia Privada Sommerfeld con la compañía Zanja Pypuku en el año 1953. Su uso abarcó también la zona de colonos paraguayos y se generalizó a partir del año 1963 con la urbanización.
- Colonia General Stroessner: denominación política que las autoridades del Instituto de Reforma Agraria (IRA, posterior IBR y hoy INDERT) asignaron a esta Colonia Agrícola Granjera habilitada por la misma en el año 1956. Este nombre solo fue utilizado en documentos oficiales como los títulos de propiedad otorgada por dicho organismo gubernamental
- Dr. Juan Eulogio Estigarribia: establecida con la elevación a distrito en fecha 13 de noviembre de 1981 por Decreto-Ley N.º 873.

## Historia
El territorio que comprende el actual distrito de Dr. Juan Eulogio Estigarribia al igual que el 90% del territorio del departamento de Caaguazú tuvo nulo poblamiento antes de la Guerra Grande a excepción de la nación mbya guaraní, ava mbaya, ava chiripa y otras naciones de los guaraníes. La Guerra Grande hizo que la población disminuyera considerablemente y la pobreza sobresaliera, factores que motivaron que la zona inhabitada como los departamentos de Caaguazú y Alto Paraná fueran enajenados permitiendo la creación de latifundios para la explotación indiscriminada de sus recursos principalmente la madera o la yerba mate. El actual distrito de Dr. Juan Eulogio Estigarribia se formó de las grandes propiedades de la familia Schaerer, Ángel Torres Pérez, José Domingo Ocampos, Heriberto Peralta Báez, o la Misión Europea Siervos del Verbo Divino.

### Misión Siervo del Verbo Divino
Con la fundación de la Misión Católica “Siervos del Verbo Divino” (holandés-alemán) en 1910, la región este del partido de Caaguazú (hoy Juan E. Estigarribia) recibió el primer contingente “blanco”. La congregación adquirió varias hectáreas de terrenos, propiedad del Estado Paraguayo a pocos kilómetros del río Monday en la confluencia del arroyo Suindá, lugar denominado Hilario Cue y actualmente Compañía Pa´ijha. El objetivo de forma consistía en la evangelización de los indígenas del lugar aunque paralelamente se abocaron a la explotación de la yerba mate. La Congregación finalizó su misión en este lugar y en el Paraguay en 1925 con objetivos medianamente logrados como el bautismo de unos pocos nativos. Las ruinas del templo, -declarada de interés distrital- queda como mudo testigo de su presencia.

### Se instala un Obraje
En un lugar del actual perímetro urbano fue instalado el año 1930, un obraje que servían como lugar de depósito de las maderas extraídas por los rolleros producto de la explotación de los montes vírgenes. El lugar de este obraje sería actualmente, la intersección de la calle Primera Junta Municipal e Independencia Nacional. Este obraje funcionó hasta mediados de los años 40 y fue peón de este lugar el considerado primer poblador establecido en la ciudad, don Cristóbal Mereles.

### Llegada de los Menonitas
Los inmigrantes menonitas de procedencia canadiense pero de origen alemán se establecieron en el año 1948 con un total de 1641 personas (varones, mujeres y niños). Partieron de Canadá por un largo viaje por mar hasta Buenos Aires (Argentina) en el barco Voledam para seguir viaje en tren hasta Villarrica, un grupo y el otro grupo en el buque Bernia, que era más pequeño para llegar a Asunción y de allí en tren a Villarrica y de ese pueblo con carretas y carros de la época cruzaron en otro largo viaje por tierra, a la Colonia Independencia y la famosa “Picada Caaguazú” para llegar al lugar actual, tropezando con un clima y ambiente muy diferente de la zona de origen, causa que motivó que aproximadamente un 35% del grupo decidiera regresar a su país norteño.
En aquel entonces, venciendo al hostil clima y al inmenso monte, los pioneros menonitas fundaron las "Colonias Sonmerfeld" (33 mil ha) y Bergthal (11 mil ha) en el Departamento de Caaguazú. La fracción correspondió al Sr. Eduardo Shaerer y la Sra. Matilde Shaerer. Rápidamente los 624 construyeron caminos, escuelas, templos y 11 aldeas (Campo 1 al Campo 11). Hoy día, constituye la Colonia de origen extranjera más sólida y próspera del Paraguay.

### Marcha hacia el este y la Colonización
En la segunda mitad de la década de 50, el Gobierno, con el objetivo de poblar el interior del país, llevó adelante la política de colonización en varios ejes conocidos como “Eje norte”, “Eje Este”, etc. La política colonizadora fue responsabilidad del Instituto de Reforma Agraria IRA que desde 1963 pasó a denominarse Instituto de Bienestar Rural (IBR)
Una de las Colonias habilitadas en el Eje “Este de Colonización”, fue la "Colonia Agrícola Granjera “Gral. Stroessner” de 6 mil ha excedentes de la Colonia Menonita Sonmerfeld después de una segunda medición en el año 1953 y recuperado por el IBR para su venta a los agricultores paraguayos, principalmente provenientes de los departamentos de Paraguarí y Cordillera. Por resolución N.º 110/56 del IRA se habilitó la Colonia dando inicio al poblamiento por paraguayos en el actual distrito de Dr. Juan Eulogio Estigarribia cuyo núcleo urbano está ubicado en la Manzana I y II de dicha Colonia. La apertura de la Ruta 7 cuya tarza y terraplén se inició en 1955 y se culmina con la capa asfáltica en 1963 trajo cambios radicales en la zona este del país. La fundación del Puerto Presidente Stroessner (1957), la construcción del Puente de la Amistad (1957), la Represa del Acaray (1964) e Itaipu (1973) repercutieron enormemente en el desarrollo de todas las poblaciones ubicadas en el Eje Este de Colonización.

### Inicio de la urbanización
En el año 1963, varios pobladores que no pudieron beneficiarse con los lotes agrícolas y los que tenían intención de dedicarse a otro rubro como el comercio y servicios efectuaron una invasión al Lote N.º 33 de 25 ha ubicada en forma paralela a la Ruta Nacional PY02 km 213. La propiedad correspondió al lisiado y excombatiente de la guerra del Chaco Jerónimo Denis quien no encontró apoyo en las instituciones para defender su propiedad-supuestamente- por pertenecer al Partido Liberal. Al no tener otra alternativa vendió su lote por una suma ínfima y el nuevo propietario decidió parcelar y ponerlo a la venta gestándose de esa forma la urbanización del actual pueblo de Campo 9. 

### Distritación y organización política
Por Decreto-Ley N.º 863 del 13 de noviembre de 1981 se crea el distrito de Dr. Juan Eulogio Estigarribia separándose de los distritos de Caaguazú y Dr. Juan Manuel Frutos a los cuales estuvo ligado por 25 (Caaguazú) y 15 años (Juan Manuel Frutos). La lucha por la emancipación distrital duró cuatro años. El Proyecto se concretó gracias a la intervención política del Sr. Mario Abdo Benítez, delegado Partidario designado en la zona y el Dr. Jorge Sebastián Miranda, Delegado de Gobierno del Departamento.

### Biografía de Eulogio Estigarribia Arrúa
Abogado y político. Nació en Aregua, Dto. Central, el 11 de marzo de 1891. Protagonista relevante de su partido, la Asociación Nacional Republicana, corporación en donde militó desde joven. Fue presidente de dicha núcleo en los borrascosos días de la Guerra Civil de 1947. Ocupó, en 1949, la Cartera Ministerial de Educación en el gobierno del doctor Felipe Molas López. Por casi diez años, el Dr. Estigarribia ocupó la Presidencia de la Cámara de Representantes, época esta en la cual también fue senador. Falleció casi nonagenario en Asunción, el 30 de diciembre de 1979.

## Geografía
El casco urbano del distrito de Dr. Juan Eulogio Estigarribia se halla ubicado en el Departamento de Caaguazú, en la región este del departamento y del país. Su núcleo urbano dista 213 km de la capital sobre la Ruta PY02 y a 115 km de Ciudad del Este. De sus 214 km², el 55% del total son propiedad privada de los colonos menonitas y se distribuyen en dos colonias (Sommerfeld y Bergthal) el 10% de la superficie corresponde a la Colonia Luz y Esperanza y Florida (estadounidense) el 15% de los indígenas y el resto conforman el casco urbano y suburbano de la ciudad. Forman parte de este distrito las compañías Ruta i, Torín, 3 de mayo, Pa´ijha, Zapallo y el Asentamiento Cristóbal Espínola.

## Hidrografía
Por el distrito cruzan varios arroyos, y otros nacen en él como el arroyo “La Esperanza” (antiguamente Zanja Pypuku), que desemboca en al arroyo Jhu, (Campo 10), Zanja Pyta, arroyo Pastoreo (Campo 2), Guyraungua y finalmente al Río Monday. En el río Monday desembocan otros arroyos como el Arriero Ykua, Tatakua i, Mbaya, Mbubue. En el Monday desembocan el arroyo Torín e Hilario Cue. En el arroyo Jukyry desembocan los arroyos Zanja Pe, Ybu, Yacu. El Arroyo Jukyry desemboca en el Río Yguazú (Hoy embalse de la represa del Yguazú) que bordea la Colonia Bergthal ofreciendo un hermoso paisaje que aún no está siendo explotado como recurso turístico. En este lago desembocan los arroyos Patiño, Lobory, Jaguary y el arroyo Ta´ytetu dentro del distrito de Dr. Juan Eulogio Estigarribia. En síntesis, todos los arroyos que surcan hacia el norte desembocan en el arroyo Yukyry o al lago Yguazú y los que corren al sur son afluentes de los ríos Guyraungua o Monday.

## Clima
La temperatura media es de 22 °C, la mínima de 0 °C y la máxima de 40 °C. El clima es templado con precipitaciones abundantes. En los últimos años, la temperatura general ha subido en la zona dado el creciente nivel de deforestación.

## Demografía
Según datos oficiales del censo paraguayo de 2022, la ciudad cuenta con 38 894 habitantes. Es un distrito pluriétnico y pluricultural pues a más de los pobladores paraguayos, alberga a colonos menonitas y brasileños así como a indígenas, en su mayoría pertenecientes a la etnia Mbya. En la última década, estos últimos han migrado masivamente a las grandes ciudades, especialmente a Asunción, dada la paulatina pérdida de sus condiciones básicas de subsistencia.

### Inmigración brasileña
Desde el siglo XXI, tomó cuerpo una fuerte ola inmigratoria de brasileños, cuyos descendientes son conocidos como "brasiguayos" (hijos de brasileños nacidos en el Paraguay) provenientes del sur del Brasil o de otras colonias ya instaladas en el Paraguay como Toledo, Casilla Dos o Tres Palmas.
Este grupo de inmigrantes trabaja tanto en la agricultura, como el comercio y pequeñas industrias. 
No hay estimativas correctas del porcentaje de brasileños sobre la población total, pero estímase que puede llegar a 20% del total de habitantes, haciendo que Campo 9 sea una de las ciudades con mayor crecimiento en el Paraguay.

### Multiculturalidad
Campo 9 es, en la actualidad, un ejemplo de integración multicultural, un espacio donde convergen diferentes pueblos como los menonitas alemanes/canadienses, norteamericanos, brasileños, paraguayos e indígenas, cada cual con sus creencias religiosas, costumbres, tradiciones e idiomas pero unidos por el trabajo y el desarrollo de una próspera región.

## Economía

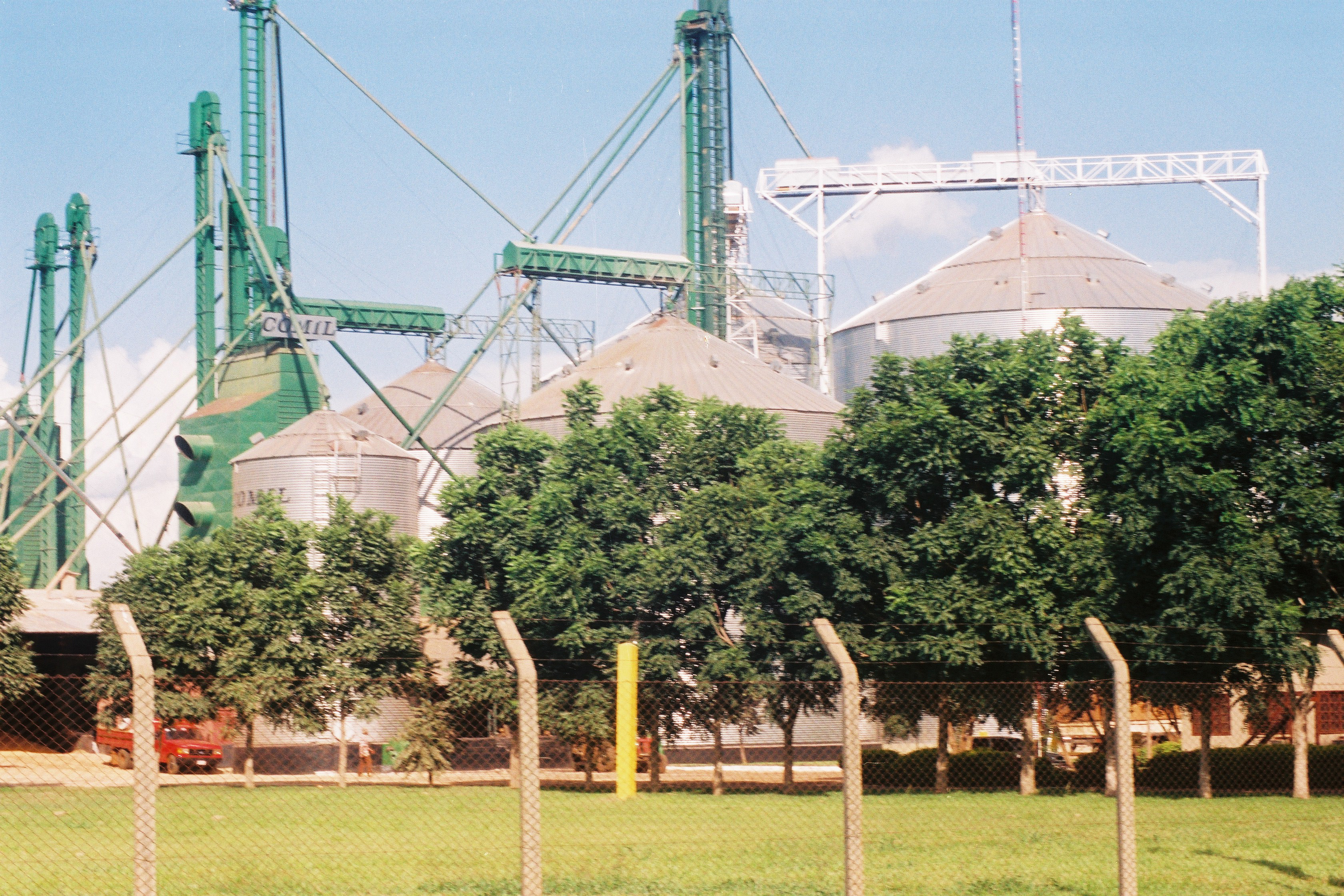
Grandes silos guardan la soja producida en J. Eulogio Estigarribia.

Agricultura: se cultiva trigo, soja, avena, girasol, algodón, mandioca, poroto, maíz, sandía, melón, maní, batata, y algunas especies hortícola en pequeñas cantidades. Se puede clasificar en dos zonas bien diferenciadas en cuanto a explotación agrícola: 
- Colonos menonitas -y algunos paraguayos- dedicados a cultivos mecanizados y a gran escala de trigo, soja, sorgo, maíz, girasol y avena. Los productores se dedican en el ámbito empresarial de 50 a 1000 ha y el rendimiento promedio del trigo orillan entre 2000 kg/ha, soja produce 2400 kg/ha y algodón 1600 kg/ha.
- Colonos paraguayos con cultivos en pequeñas escalas (monocultivo) a un promedio de 3 a 5 ha y preferentemente siembran algodón y productos de subsistencia como maíz, mandioca, maní, zapallo, batata, melón, sandía y otros.

Ganadería: igual que la agricultura, se divide en dos tipos de explotaciones ganaderas bien diferenciadas. Las pequeñas explotaciones, de colonos paraguayos, con vacas lecheras para su consumo familiar y sus bueyes para fines de trabajo. Los menonitas poseen explotaciones medianas (20 cabezas) y gran densidad (500 cabezas por explotación) con fines de comercialización en las industrias lácteas ubicadas en sus mismas colonias. 
Industrias: los intensos bosques fueron dejando espacio a una moderna infraestructura agrícola, forestal y ganadera, convirtiéndola actualmente en una competitiva ciudad industrial. La agroindustria se desarrolló desde la década de 1980 cuando la firma “Lactolanda” empezó a industrializar la leche, conquistando rápidamente el mercado nacional e internacional. Actualmente procesa más de 800.000 L de leche diarios. Esta firma habilitó en el año 2012 primera fábrica de leche en polvo del país. Así rápidamente logró ingresar a la exportación, hoy llegando a más de 20 países habilitados para la exportación de sus productos.
Existen otras grandes industrias exitosas como “Molinos Colonial”, “Hilagro”, “Sol Blanca” “F.H. Friesen Hermanos”, “Sem-Agro S.R.L., “Molinos Bergthal” ”Industrias Alimenticia Apetito S.A.", "MOLIPAR Molinos del Paraguay", "Almisur S.A.", "Schroeder Cia S.A" frigorífico de pollos "Granjeros Campo 9" y Hildebrand S.A. Filet de Tilapias para exportación Menno Pez viene destacándose en el mercado nacional. 
Según datos de la Municipalidad local, en el año 2010 se contabilizan 15 molinos y más de 100 firmas industriales que producen harinas, pastas, afrechos, entre otros rubros, proveyendo, en la actualidad, la mayor parte de los productos de molienda consumidos en el Paraguay.
En el distrito se industrializa soja, trigo, maíz, girasol, sorgo, madera y otros rubros. Sin embargo existen algunas importantes firmas que fueron cerrándose por falta de competitividad en el mercado o por otros motivos como “Campo 9 Cotton Hilandería”, “Florería Villandry” “Lácteos Primavera” sin mencionar los más de diez aserraderos que funcionaban hasta fines de la década de 1980. Por otra parte, existen grandes expectativas de ir generando nuevas industrias. Algunos proyectos son: instalación de un ingenio azucarero, exportación de pescados enlatados, apertura de una industria aceitera, reapertura de la Hilandería y otros tantos. 
Servicios: están instalados más de una decena de entidades financieras, nacionales y multinacionales. En cuanto al comercio, Campo 9 se caracteriza por su independencia comercial. El consumidor puede encontrar en esta comunidad todas las gamas de productos y por sobre todo a precios accesibles. Ya no es necesario recurrir a los comercios de la Capital, Ciudad del Este o Caaguazú. Los grandes Supermercados y otros comercios reciben diariamente cientos de compradores provenientes de las compañías aledañas como el distrito de Raúl Arsenio Oviedo, José Domingo Ocampos, 3 de febrero y Juan Manuel Frutos. 
Tampoco se descuidan las comunicaciones y la hotelería. Sin embargo es necesario fomentar más el turismo, el ocio, la cultura y espectáculos, y mejorar los servicios públicos.

## Infraestructura
Situada a 213 km de la ciudad de Asunción sobre la Ruta PY02 dispone de un gran número de transportes públicos para el acceso pues todos los buses que viajen de Asunción a Ciudad del Este deben cruzar inevitablemente esta localidad. El distrito cuenta con una amplia red de carreteras terraplenada en buen estado. Existen varios medios de transportes públicos y privados que comunican con los distritos y compañías aledañas. Según estadísticas, la mayor cantidad de vehículos particulares como camionetas, automóviles, y motocicletas se concentran en esta parte del departamento. Cuenta con un helipuerto y pista de aterrizaje para avionetas.
Entre los medios de comunicación masiva se cuenta con radio FM, telefonía fija y celular de distintas compañías, servicio de correo convencional, agencias distribuidoras de los periódicos de la capital y de Ciudad del Este. Además tiene Cable Visión Satelital (CVS Canal 6) con programaciones locales como programas juveniles, de entretenimiento, noticias entre otros y TV Cable campo 9, y cobertura de los canales de televisión abiertas más importante de la capital a través de sus repetidoras.

## Turismo
En eventos deportivos, Campo 9 suele congregar en miles de personas en la ya tradicional Corridas y encuentros internacionales de motocross que se organizan con fecha móvil de acuerdo al Cronograma de la Federación de Motocross y Motociclismo para alentar al joven ídolo Eduardo Hildebrand (Pica Páu).
Por otra parte, existe gran posibilidad de reactivar la Expo Campo 9 que se había suspendido desde el año 1998 y que se realizaba en los meses de abril y mayo. Por otra parte, la fiesta patronal celebrada cada 1° de mayo en honor a “San José Obrero” suele ofrecer a los pobladores y visitantes variadas actividades como el “rodeio” al estilo brasileño y la jineteada que reúnen a los amantes de este deporte provenientes de diferentes lugares del país. El festival de la agroindustria organizado por alumnos del Colegio Nacional Campo 9 es también muy aceptado y suele reunir a reconocidos artistas del país. El festival del talento es también una ocasión propicia para que los alumnos de la institución y artistas locales demuestren sus aptitudes capacidades artísticas.
Entre los variados atractivos turísticos naturales del distrito se encuentran las playas de las tranquilas y tibias aguas del embalse del río Yguazu que se inicia en la confluencia con el arroyo Yukyry en Colonia Bergthal y llega hasta el departamento del Alto Paraná a escasos kilómetros de la Represa del Acaray. Este atractivo, aunque recibe poco fomento por parte de las autoridades políticas comunales y menos aún de la administración de la Colonia Bergthal, igualmente reciben entre los meses de diciembre y marzo a veraneantes en las playas para refrescarse o para la práctica de deportes acuáticos como el jet ski, paseos en canoas con motor fuera de borda e incluso, abundante espacio para la actividad pesquera ya que en sus aguas se encuentran numerosos ejemplares de tilapia y variedades nativas como el Ñurundi’a o el tare`yi. Cabe aclarar que el lago y las playas lindantes con la propiedad privada menonita son de propiedad fiscal, y si recibe un poco de impulso por parte de las autoridades, la explotación del turismo sería muy floreciente.
Además de este lago, existen otros múltiples arroyos que riegan la región que -amén de lugar de veraneo- sirven también para realizar jornadas pesqueras como el arroyo Guyraungua, Monday y Jukyry.
- La arquitectura de las viviendas y granjas de los menonitas: Edificada, pintada y decorada imitando el estilo canadiense y europeo es lo que más impresiona a los visitantes, complementado siempre con bellos jardines de estación minuciosamente diseñados por las mujeres de la Colonia Sonmerfeld y Bergthal. Por otra parte, El Museo Sonmerfeld ubicado en Campo 2, aunque geográficamente se halla en el distrito de Juan Manuel Frutos, histórico, económico y culturalmente está ligado a la ciudad de Campo 9. Este lugar se constituye como sitio selectamente visitado por algunas privilegiadas comitivas estudiantiles o particulares. Las distintas fábricas enclavadas en el distrito sirven para realizar observaciones del proceso de industrialización de los productos que se comercializan a nivel nacional e internacional.

- Las ruinas de Pa'ijhá, el Túnel de la Colonia Bergthal, y hasta los conocidos remates públicos: realizados en las Colonias Florida, Luz y Esperanza, Bergthal y Sommerfeld -que suele ser cantado en tres o cuatro idiomas distintos- completan los atractivos naturales y culturales que muchas veces pasan desapercibidos al camponeveño, sin embargo son las que van dándole una exquisita identidad sociocultural.

## Deportes
- Liga Deportiva de Campo 9: Ex Federación Deportiva del Este que aglutina actualmente a 10 clubes afiliados. Esta a su vez se puede subdividir en Clubes locales (Atlético Forestal, Sportivo Campo 9, Sol del Este, 1 de marzo, e Independiente) y clubes aledaños (Atlético Valencia de Calle 4, Santo Domingo de Guzmán de la misma compañía, Libertad de Calle 3, y Atlético Culantrillo de Pindo i - Culantrillo). Y el Club Sportivo Torín de la Colonia Torin. Las sedes de los clubes aledaños están ubicadas en el distrito de Dr. Juan Manuel Frutos a excepción de Atlético Culantrillo que está situado en el distrito de Repatriación.

- Federación de Fútbol de Salón: Cuenta con una Federación con 8 clubes afiliados. Los primeros clubes que se conformaron y registrados en la FEFUSI fueron: Olimpia, Los Halcones, San Juan, Independiente, San José, Start Club. Aunque el torneo regional se disputa en forma irregular, este deporte apasiona al público y recrea sanamente a los jóvenes que lo practican y evitan así que se vuelquen en los vicios que les pueden traer consecuencias negativas a sí mismo y a los demás. Esta Federación dejó de activar desde del año 2009.

- Federación Campo 9 de Handball: Fue fundada el 12 de enero de 2013. Está afiliada a la Federación Paraguaya con pleno derecho a participar en los torneos organizados por esa nucleación. La primera conquista se obtuvo en el año 2014 cuando el Seleccionado sub-14 rama masculina se consagró campeón nacional en forma invicta cuyas finales se realizó en la ciudad de Hernandarias. En dicho torneo también se consagró goleador el atleta Diego Osorio con 59 goles en cuatro encuentros. Esta victoria le valió para participar en el "Campeonato Sudamericano", realizado en la ciudad de Montecarlo, Argentina. Desde el año 2013 viene participando regularmente en todos los torneos de la categoría sub-12, 14, 16, 18 y 20 tanto en rama masculina como femenina.

- Otras modalidades deportivas: Además de fútbol y handbol, Campo 9 también se ha convertido en el epicentro de atracción del motocross nacional. Esta modalidad también es reconocida como “El deporte de dos ruedas”. El voleibol, las jineteadas o deporte hípico o ecuestre completan las modalidades deportivas practicadas en la comunidad.

## Camponoveños reconocidos
- Óscar Cardozo: Nacido en el distrito de 3 de noviembre, no es propiamente camponoveño, su madre y hermana sí viven actualmente en Campo 9 exjugador de la selección reconocido por la eliminación tras fallar el penal en el mundial de Sudáfrica en 2.010 Asociación Paraguaya de Fútbol